# Nart Savski
Nart Savski – wieś w Chorwacji, w żupanii zagrzebskiej, w gminie Rugvica. W 2011 roku liczyła 239 mieszkańców.